# نيوهكسين
نيوهكسين (أو 3,3-ثنائي ميثيل البوتين حسب التسمية النظامية) هو مركب عضوي هيدروكربوني ينتمي إلى الألكينات صيغته C6H12، ويوجد على شكل سائل عديم اللون.

## التحضير
يمكن الحصول على المركب من عملية تبادل أوليفيني بين إيزوأوكتين (ثنائي إيزوبوتين) والإيثيلين:

## الخواص
يوجد المركب في الشروط القياسية على شكل سائل عديم اللون، وهو عملياً غير منحلفي الماء، لكنه ينحل في الإيثانول والكلوروفورم وثنائي إيثيل الإيثر.

## الاستخدامات
يستخدم النيوهكسين وحدة بنائية في تحضير المسك المصطنع؛ وذلك من التفاعل مع بارا-كايمين. يستخدم المركب أيضاً في تحضير تيربينافين.
في دراسات تنشيط الرابطة كربون-هيدروجين يستخدم النيوهكسين عادةً مستقبلاً للهيدروجين.